# 378920 Vassimre
378920 Vassimre è un asteroide della fascia principale. Scoperto nel 2008, presenta un'orbita caratterizzata da un semiasse maggiore pari a 2,9353150 au e da un'eccentricità di 0,1922328, inclinata di 4,14709° rispetto all'eclittica.
L'asteroide è dedicato al cartografo ungherese Imre Vass.